# Austroroccella
Austroroccella is een monotypisch geslacht van schimmels in de familie Roccellaceae. Het bevat alleen Austroroccella gayana.